# Jules Willcox
Jules Willcox is een Amerikaanse actrice.

## Biografie
Willcox is geboren en getogen in Lancaster (Missouri). Ze studeerde in 1998 af aan de Schuyler County R-1 High School, volgde een opleiding aan de Universiteit van Missouri, Columbia en behaalde een masterdiploma theaterwetenschappen aan de UCLA.
Ze speelde in verschillende films en televisieseries, met name in de misdaad-, horror- en thrillergenres. In 2017 werd aangekondigd dat Willcox voor het eerst een hoofdrol zou spelen in de psychologische thriller Alone uit 2020. In de film speelt ze Jessica, een vrouw die in de wildernis achtervolgd wordt door een moordenaar gespeeld door Marc Menchaca. Haar acteerprestatie werd positief ontvangen in Variety en de Los Angeles Times. Willcox zou haar voet hebben gebroken aan het begin van de opnames van Alone en zou desondanks veel van de stunts in de film zelf blijven uitvoeren.
Willcox is sinds oktober 2022 getrouwd met Eric Alperin.